# Andrew Briscoe
Andrew Briscoe (* 25. November 1810 im Claiborne County, Mississippi; † 4. Oktober 1849 in New Orleans, Louisiana) war ein US-amerikanischer Händler, Offizier, Politiker, Jurist und Eisenbahnförderer.

## Werdegang
Andrew Briscoe wurde 1810 auf der Plantage seines Vaters, Parmenas Briscoe, im Claiborne County geboren. Über seine Jugendjahre ist nichts bekannt. Er machte mehrere Trips von Mississippi nach Texas, bevor er sich dann in Texas niederließ, wo er 1833 als Bürger von Coahuila und Texas registriert wurde. Mit einer Warensendung eröffnete er dann 1835 ein Geschäft in Anahuac (Chambers County). Briscoe war gegen die unregelmäßige Erhebung von Zollabgaben durch die mexikanischen Behörden in Anahuac. Infolgedessen legte er dort bei einer Massenversammlung und später in Harrisburg, was heute ein Teil von Houston (Texas) ist, jeweils ein Protestschreiben vor. Als er beim versuchten Handel mit unverzollten Gütern mit DeWitt Clinton Harris (1814–1861) ertappt wurde, wurden sowohl er als auch Harris von mexikanischen Beamten verhaftet. Beide wurden erst freigelassen, als William Travis mit einer Kompanie von 25 Mann am 29. Juni 1835 ankam, um den mexikanischen Kommandanten Antonio Tenorio in Anahuac von seinem Posten abzusetzen. Im Juli schrieb Briscoe an den Herausgeber des Brazoria Texas Republican einen Brief, um die Aktion zu rechtfertigen. Im August erhielt er ein Gratulationsschreiben von Travis. Briscoe nahm als Captain von den Liberty Volunteers am Gefecht bei Concepción teil und diente unter Benjamin R. Milam bei der Belagerung von Bexar. In der Folgezeit wurden Briscoe und Manuel Lorenzo Justiniano de Zavala y Sáenz von ihrer Gemeinde zu Delegierten für die Konvention von 1836 in Washington gewählt, wo sie beide die Unabhängigkeitserklärung von Texas mitunterzeichneten. Briscoe verblieb aber nicht bis zu Ende der Versammlung, da ihn militärische Aufgaben davon abhielten. Bei der Schlacht von San Jacinto hatte er als Captain das Kommando über die Kompanie A der regulären Infanterie.
Sam Houston ernannte 1836 Briscoe zum Chief Justice von Harrisburg. Als seine Amtszeit 1839 zu Ende war, begann Briscoe mit Rindern zu handeln und befürwortete den Eisenbahnbau. 1839 plante er eine Bahnstrecke von Harrisburg nach Brazos River. Als das Projekt im Jahr 1840 aufgegeben wurde, waren etwa zwei Meilen der Verbindung planiert und mit Schwellen verlegt. Im selben Jahr erschien ein Artikel „California Railroad“ in einer Zeitung, wo er einen kompletten Plan für den Bau einer Eisenbahnstrecke von Harrisburg nach San Diego über Richmond, Prairieville, Austin und El Paso vorlegte. 1841 sicherte er sich eine Charter von der Republik Texas für die Harrisburg Railroad and Trading Company, von der er der Präsident war. Briscoe zog im Frühjahr 1849 mit seiner Familie nach New Orleans (Louisiana), wo er bis zu seinem Tod im selben Jahr Bank- und Maklergeschäften nachging. Er wurde von seiner Ehefrau Mary Jane Harris Briscoe (1819–1903) und vier Kindern überlebt.

## Ehrungen
- Das Briscoe County, welches 1876 aus Teilen des Bexar County gebildet wurde, ist nach ihm zu Ehren benannt.